# 유서

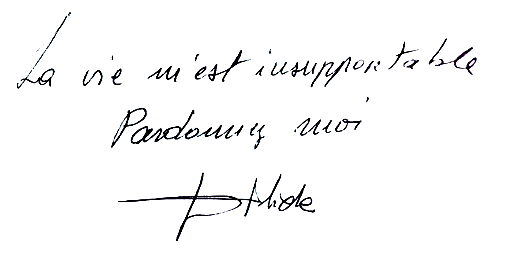
"La vie m'est insupportable. Pardonnez-moi." -달리다의 유서

유서(遺書)는 사람이 죽기 전에 마지막으로 남기는 글이다.
일본의 유서를 조사한 연구에 따르면 자살의 25~30%가 유서를 동반하는 것으로 추정된다. 그러나 발생률은 민족 및 문화적 차이에 따라 달라질 수 있으며, 특정 인구 통계에서는 50%에 달할 수도 있다. 유서 메시지는 어떤 형태나 매체로든 가능하지만, 가장 흔한 방법은 글로 쓴 노트, 오디오 메시지 또는 비디오이다.

## 이유
사회학, 정신건강의학, 필적학과 같은 일부 학문 분야에서는 자살을 완료하거나 시도하는 사람들이 유서를 남기는 이유를 조사해왔다.
자살을 고려하는 사람들이 유서를 쓰는 가장 흔한 이유는 다음 중 하나 이상을 포함한다.
- 죄책감을 없애려 하여 피해자와 가까운 사람들의 고통을 덜어주기 위함.
- 죄책감을 유발하여 생존자들의 고통을 증가시키기 위함.
- 자살의 이유를 명시하기 위함.
- 세상에 메시지를 보내기 위함.
- 생전에 표현할 수 없다고 느꼈던 생각과 감정을 표현하기 위함.
- 유해 처리에 대한 지시를 남기기 위함.
- 가끔은 살인 행위나 다른 범죄를 고백하기 위함.[3][4][5]

때로는 살해 후 자살의 경우에도 살인에 대한 이유를 설명하는 메시지가 남겨지기도 한다. 예를 들어, 마르크 레핀의 자살 진술과 2005년 7월 7일 런던 폭탄 테러범들의 비디오 진술을 참조할 수 있다.